# Цариче
Цариче (Alchemilla vulgaris) е вид тревисто многогодишно растение, разпространено в Европа и Гренландия. Известно е още като „шапиче“ и „самодивска ягода“ или „мантията на Дева Мария“ по българските земи. Височинният му пояс на разпространение е от 1000 до около 2500 метра по планинските ливади и храсталаци.
Из Европа съществуват над 200 подвида на това растение. Характеризира се с тънки кръгли зелени стъбла (до 60 см) и яркозелени, длановидни листа с назъбени ръбове. Малки жълто-зелени цветя се срещат в гъсти, крайни съединени цими с четири чашелистчета и тичинки, но без венчелистче..